# 아비스 (기업)
아비스(Arby's)는 미국에 본사를 둔 샌드위치 전문 패스트 푸드 체인점이다. 1964년에 오하이오주에서 설립되었으며, 본사는 조지아주 애틀랜타에 위치해 있다.

## 전세계 매장 목록
현재
- 캐나다
- 이집트 (1990년대 후반 철수,2018년 10월 재개장)[3]
- 쿠웨이트
- 카타르
- 대한민국 (평택시 캠프 험프리스)
- 터키
- 멕시코 (2000년대 철수, 2020년 10월 재개장)[4]
- 푸에르토리코 (1990년대 철수, 2021년 7월 재개장)
- 미국 (로드아일랜드주, 버몬트주 제외)

이전 매장:
- 오스트레일리아 (2000년대 철수)
- 에콰도르 (1990년대 철수)
- 브라질 (1990년대 철수)
- 칠레 (1990년대 철수)
- 일본 (1990년대 철수)[5][6]
- 네덜란드 (1990년대 철수)
- 폴란드 (1990년대 철수)
- 영국 (2001년 철수)[7]
- 요르단 (1990년대 후반 철수)
- 인도네시아 (1990년대 철수)
- 필리핀 (1990년대 철수)
- 말레이시아 (1990년대 철수)
- 포르투갈 (1990년대 후반 철수)
- 바레인 (1990년대 후반 철수)
- 타이완 (1980년대 후반 철수)

## 텔레비전 광고
광고의 내레이션이 빙 레임스다.
2018년 후반부터 2019년 초반까지, H. 존 벤저민이 광고에 "Arby's Head of Sandwiches"로 출연하면서, 다양한 제품을 소개했다.